# Sheila MacRae
Sheila MacRae, nata Sheila Margaret Stephens (Londra, 24 settembre 1921 – Englewood, 6 marzo 2014), è stata un'attrice, cantante e ballerina britannica naturalizzata statunitense.

## Biografia
Nata a Londra nel 1921, nel 1939 si trasferì con i suoi genitori a Long Island, New York, poco prima dell'inizio della seconda guerra mondiale. Terminò il liceo quando aveva 15 anni. MacRae divenne cittadina statunitense il 20 marzo 1959, in California.
Sul grande schermo apparve in film come Prima colpa (1950), Fuoco alle spalle (1950) e Donne, v'insegno come si seduce un uomo (1964). In televisione, interpretò se stessa in un episodio di Lucy ed io, intitolato The Fashion Show, in cui chiede a Lucy di partecipare a una sfilata di moda di Hollywood organizzata da Don Loper e che vede protagoniste le mogli degli attori.
Il suo primo ruolo ricorrente in televisione, tra il 1966 e il 1970, fu quello di Alice Kramden in 52 episodi di The Jackie Gleason Show, ruolo che era stato di Audrey Meadows. Per un breve periodo ebbe uno spettacolo personale, The Sheila MacRae Show, per poi interpretare la parte di Madelyn Richmond nella longeva soap opera General Hospital.

## Vita privata
Nel 1941 sposò l'attore e cantante Gordon MacRae, dal quale divorziò nel 1967. Apparvero spesso insieme sulle scene, in musical come Bells Are Ringing (in una produzione del 1964), e Guys and Dolls, in cui lei interpretò il personaggio di Miss Adelaide, ripreso a Broadway nel revival del 1965. La coppia ebbe due figlie divenute attrici, Meredith (1944-2000) e Heather (1946), e due figli, William Gordon (1948) e Robert Bruce (1954).
In seguito sposò il produttore televisivo Ronald Wayne.

## Morte
Devota del cristianesimo scientista, morì improvvisamente il 6 marzo 2014, a Englewood, New Jersey, a 92 anni. Sofferente di demenza, ma per il resto in buone condizioni, era stata ricoverata in ospedale per un piccolo intervento chirurgico, quando la morte sopraggiunse per cause naturali, secondo quanto dichiarato dalla figlia Heather.